# WEEKEND SHUFFLE -華やかな週末-
「WEEEKEND SHUFFLE -華やかな週末-」（ウイークエンド・シャッフル・はなやかなしゅうまつ）は、1988年3月16日に発売された、THE ALFEE30枚目のシングル。

## 概要
カップリング曲共にTBSテレビ系ドラマ『パパは年中苦労する』で使用。タイトル曲が主題歌、カップリング曲が挿入歌。ドラマ内では、2曲とも主人公の巽耕作（演:田村正和）が作曲した設定。「見つめていたい」は、耕作がTHE ALFEEに提供したヒット曲の設定で、劇中で頻繁に流された。
補足として、実際のTHE ALFEEは1979年以後一貫して自作曲（基本的に高見沢作曲、メンバー全員による編曲）を発表しており、外部作曲家の提供曲は歌っていない（カヴァー曲を歌うことはある）。
ドラマの主題歌に伴い放送上の尺の長さ（1分30秒）が決められており、若干オーバーしたためマスターテープを僅かに早回しする対応を取ったため、調が上ずり気味となっている。
3/28付けオリコンシングルチャート初登場4位を記録した。初週売上 40,280枚。
2011年発売シングル「Let It Go」のカップリングに、Progressive Rock Arrangeされたタイトル曲が新録。こちらは正しいキーで収録されている。
前作までは当初、EP盤のみの発売もしくはEP盤とカセットテープという組み合わせでの発売が行われていたが、本作は初めて8cmCDが前記の規格と同時に発売されている(『ラブレター』から前作『1月の雨を忘れない』までは本作発売後の1988年6月21日に8cmCDとして発売された)。

## 収録曲
- 全作詞・作曲：高見沢俊彦、編曲：THE ALFEE

1. WEEKEND SHUFFLE -華やかな週末-
2. 見つめていたい

## 収録作品
- BEST SELECTION II THE ALFEE（#1）
- THE ALFEE SINGLE HISTORY VOL.III 1987-1990（#1,2）
- THE ALFEE 30th ANNIVERSARY HIT SINGLE COLLECTION 37（#1）
- Let It Go（#1、Progressive Rock Arrange）

## 品番
- EP:7A0827
- CT:10P13207
- CD:S10A0010